# 1858 في المملكة المتحدة
فيما يلي قوائم الأحداث التي وقعت خلال عام 1858 في المملكة المتحدة.

## سياسة

### تعيين في المنصب
- 19 فبراير – لورد بالمرستون زعيم معارضة.
- 20 فبراير – إدوارد سميث ستانلي رئيس وزراء المملكة المتحدة.
- 5 يونيو – إدوارد بولوير لايتون وزارة المستعمرات في بريطانيا.

### انتهاء فترة المنصب
- 1 يناير – جون كوش آدامز Regius Professor of Mathematics  [لغات أخرى]‏.
- 19 فبراير – لورد بالمرستون رئيس وزراء المملكة المتحدة.

## كتب
من الكتب التي صدرت هذه السنة في المملكة المتحدة:
- 1 يناير – جزيرة المرجان من تأليف روبرت مايكل بالانتاين.
- 1 يناير – غرايز أناتومي من تأليف هنري غراي.

## مواليد

### يناير
- 1 يناير – بوبي ليتش
- 1 يناير – وليام واطسون
- 22 يناير – بياتريس ويب اقتصادية من المملكة المتحدة.
- 29 يناير – تشارلز ريبنغتون

### فبراير
- 21 فبراير – أولدفيلد توماس

### مايو
- 8 مايو – جون ميد فولكنر كاتب بريطاني.

### يونيو
- 12 يونيو – هاري جونستون

### يوليو
- 6 يوليو – جون هوبسون اقتصادي من المملكة المتحدة.
- 15 يوليو – إميلين بانكيرست

### أغسطس
- 8 أغسطس – رالف سميث سياسي كندي.

### أكتوبر
- 17 أكتوبر – مرجليوث مستشرق من المملكة المتحدة.

### نوفمبر
- 4 نوفمبر – فرانك بنسون لاعب كرة مضرب بريطاني.

### ديسمبر
- 16 ديسمبر – أغنيس بادن باول نحّآلة من المملكة المتحدة.

## وفيات

### فبراير
- 16 فبراير – تشارلز فيتزروي (مواليد 1796)

### يونيو
- 10 يونيو – روبرت براون (مواليد 1773)
- 16 يونيو – جون سنو (مواليد 1813)

### نوفمبر
- 17 نوفمبر – روبرت أوين (مواليد 1771)
- 27 نوفمبر – وليام لوفتس (مواليد 1821)

### ديسمبر
- 16 ديسمبر – ريتشارد برايت (مواليد 1789)